# Weißbauch-Lärmvogel
Der Weißbauch-Lärmvogel (Crinifer leucogaster, Synonym: Corythaixoides leucogaster) ist eine Vogelart aus der Familie der Turakos. Er lebt im Osten Afrikas, vom Süden des Sudan und der Mitte Äthiopiens und Somalias, über Uganda und Kenia bis in die nördliche Hälfte Tansanias. Er ist ein Bewohner trockener Gegenden und hält sich vor allem in mit Akazien bestandenen Baumsavannen auf.

## Merkmale
Die einen halben Meter lang werdenden Vögel sind oberseits grau, der Bauch ist weiß. Auf dem Kopf tragen sie eine Federhaube, die in Erregung aufgestellt wird. Die Flügelspitzen sind schwarz, der Schwanz grau und lang.
Weißbauch-Lärmvögel sind gesellig und ernähren sich vor allem von Beeren und anderen Früchten. Bei der Nahrungssuche schlüpfen sie geschickt auch durch dichtes Dorngestrüpp. Oft werden die wenig scheuen Tiere in ostafrikanischen Nationalparks in der Nähe der Lodges gesehen. Der Warnruf des Vogels, ein blökendes „gaarr, warrr“ verhalf ihm zu seinem englischen Trivialnamen Go-away-bird.